# Mohammad Hasnain
Mohammad Hasnain (Urdu محمد حسنین; * 5. April 2000 in Hyderabad, Pakistan) ist ein pakistanischer Cricketspieler, der seit 2019 für die pakistanische Nationalmannschaft spielt.

## Kindheit und Ausbildung
Nachdem Hasnain in Hyderabad bei einem Trial entdeckt worden war, kam er zunächst in die regionale U16-Auswahl. Dem folgte kurz darauf die Berufung in die pakistanische U16- und U19-Mannschaften. Mit diesen bestritt er internationale Touren, unter anderem 2015 nach Australien und war 2016 und 2018 Teil des U19-Asia-Cup-Teams. Doch seine Jugend war auch geprägt von einer Rückenverletzung, die ihn fast ein Jahr aussetzen ließ und so zunächst den Sprung in die Pakistan Super League verpasste.

## Aktive Karriere
Für die Selektoren der Nationalmannschaft wurde er interessant, als er bei der Pakistan Super League 2019 für die Quetta Gladiators herausragte und mit ihnen den Titel gewann. Er gab sein Debüt in der Nationalmannschaft in der ODI-Serie gegen Australien im März 2019. Im Mai gab er auch sein Debüt im Twenty20-Cricket bei der Tour in England. Auch wurde er von den Trinbago Knight Riders in der Caribbean Premier League 2019 verpflichtet. Zu Beginn der Saison 2019/20 erzielte er gegen Sri Lanka 3 Wickets für 37 Runs in den Twenty20s. Dabei erzielte er einen Hattrick. Im weiteren Verlauf wurde er vorwiegend im Twenty20-Team eingesetzt. Im Sommer 2020 erhielt er einen Vertrag mit dem pakistanischen Verband. Im November 2020 gelangen ihm in der ODI-Serie gegen Simbabwe 5 Wickets für 26 Runs. Im Sommer 2021 gelangen ihm in England 3 Wickets für 51 Runs. Zunächst war er für den ICC Men’s T20 World Cup 2021 vorgesehen, wurde jedoch kurzfristig aus dem Kader gestrichen.
Kurz darauf wurde er von den Sydney Thunder für die Big Bash League 2021/22 verpflichtet. Während der Big Bash League wurde seine Bowling-Technik als illegal erklärt und er musste sich weiteren Tests unterziehen um wieder international spielen zu dürfen. Damit verpasste er die Pakistan Super League 2022. Die Tests konnte er im Sommer bestehen und so war er ab Juni wieder spielberechtigt. Daraufhin erhielt er einen Vertrag mit Worcestershire für die County Championship 2022, verlor jedoch seinen Vertrag mit Pakistan. Daraufhin spielte er unter anderem beim Asia Cup 2022 und konnte dort gegen Sri Lanka 2 Wickets für 21 Runs erzielen. Im November war er Teil des pakistanischen Teams beim ICC Men’s T20 World Cup 2022, kam dort jedoch nicht zum Einsatz.